# Галич Олександр Андрійович

Галич Олександр Андрійович

Олександр Андрійович Галич (*26 березня 1948, м. Макіївка — 10 березня 2023, Рівне) — український вчений-літературознавець, доктор філологічних наук, професор, відмінник освіти України, заслужений діяч науки і техніки України, член НТШ.
Директор Східного філіалу Інституту літератури імені Т. Г. Шевченка НАН України, завідувач кафедри теорії літератури та компаративістики ДЗ «Луганський національний університет імені Тараса Шевченка», «Відмінник освіти України» (1998), «Заслужений діяч науки і техніки України» (2007).

## Біографія
Народився 26 березня 1948 року в робітничій сім'ї у м. Макіївка, що на Донеччині. Дитячі роки провів в с. Сріблянка Бахмутського району Донецької області. Після закінчення школи працював телефоністом, служив на космодромі «Капустин Яр». Закінчив філологічний факультет Донецького державного університету (1975 р.), працював учителем в м. Докучаєвськ Донецької області. Після закінчення аспірантури (1978) пройшов шлях від асистента до професора у Рівненському педагогічному інституті та Луганському університеті. Завідувач кафедри теорії літератури та компаративістики Луганського національного університету імені Тараса Шевченка.

## Наукові здобутки
Досліджував проблеми теорії та історії документалістики в українській літературі, процеси еволюції літературознавства. Керівник 35 кандидатських і консультант 3 докторських дисертацій. Редактор і шеф-редактор філологічних видань Луганського національного університету ім. Т. Г. Шевченка. Видав декілька поетичних збірок. Очолював Луганську обласну організацію Товариства «Україна-Світ» та Луганський осередок НТШ.
Галич є автором понад 460 наукових і науково-методичних праць. З-поміж них виділяються монографії: «Українська письменницька мемуаристика: природа, еволюція, поетика» (К., 1991), «Художня біографія: проблеми теорії та історії» (Рівне, 1999, у співавторстві), «Українська документалістика на зламі тисячоліть: специфіка, ґенеза, перспективи» (Луганськ, 2001), «Творчість Миколи Малахути: текст і контекст» (Луганськ, 2006), «„Світитиму я Україні…“: Ярослав Кремінський: життя і творчість» (Луганськ, 2007), «У вимірах non fiction: щоденники українських письменників ХХ століття» (Луганськ, 2008), «Самородок з Алчевська. Олександр Долженко. Життєвий і творчий шлях» (2008), «Олесь Гончар у вимірах non fiction» (Луганськ, 2011), «Щоденники Олеся Гончара в парадигмі соціальних комунікацій і літературознавства» (Луганськ, 2013, у співавторстві), «Fiction i non fiction у літературі: проблеми теорії та історії» (Луганськ, 2013), «Документальна література та глобалізаційні процеси у світі» (Луганськ, 2013); підручники й навчальні посібники «Загальне літературознавство» (Рівне, 1997, у співавторстві), «Теорія літератури» (4 видання: Київ, 2001, 2005, 2006, 2008, у співавторстві), «Письменницькі мемуари в школі» (Луганськ, 1999, 2001), «Історія літературознавства» (Луганськ, 2009), «Посівальники доби (література рідного краю)» (Луганськ, 2003), «Історія зарубіжної літератури: античність, середньовіччя, Відродження» (Луганськ, 2004, у співавторстві), «Історія української літератури та літературно-критичної думки першої половини ХІХ століття» (К., 2005, у співавторстві), «Історія української літератури та літературно-критичної думки кінця ХІХ — початку ХХ століття» (Луганськ, 2008, у співавторстві), «Вступ до літературознавства» (Луганськ, 2010), «Історія літературознавства» (К., 2013), «Зарубіжна література та методика її викладання: державна атестація» (Луганськ, 2014, у співавторстві).
За словами професора Миколи Тимошика, Галич мав готову монографію про Сергія Єфремова й видавництво «Вік». Книга так і не вийшла за життя, автор мусив ділити її на окремі журнальні статті задля хоч якогось оприлюднення.

## Найвизначніши видання
Теорія літератури (4 видань 2001, 2005, 2006, 2008, у співавторстві)
- О. Галич, В. Назарець, Є. Васильєв. Теорія літератури. Науковий редактор: Олександр Галич. Київ: Либідь, 2001. 486 стор. ISBN 966-06-0163-8 (1-ше вид.) («Украініка» НБУ ім. Вернадського)
- О. Галич, В. Назарець, Є. Васильєв. Теорія літератури. Науковий редактор: Олександр Галич. Київ: Либідь, 2005. 460 стор. ISBN 966-06-0388-6 (2-ге вид.)
- О. Галич, В. Назарець, Є. Васильєв. Теорія літератури. Науковий редактор: Олександр Галич. Київ: Либідь, 2006. 488 стор. ISBN 966-06-445-9 (3-тє вид.)
- О. Галич, В. Назарець, Є. Васильєв. Теорія літератури. Науковий редактор: Олександр Галич. Київ: Либідь, 2008. 488 стор. ISBN 978-966-06-0534-3 (4-те вид.)